# Ministeri d'Economia i Competitivitat d'Espanya

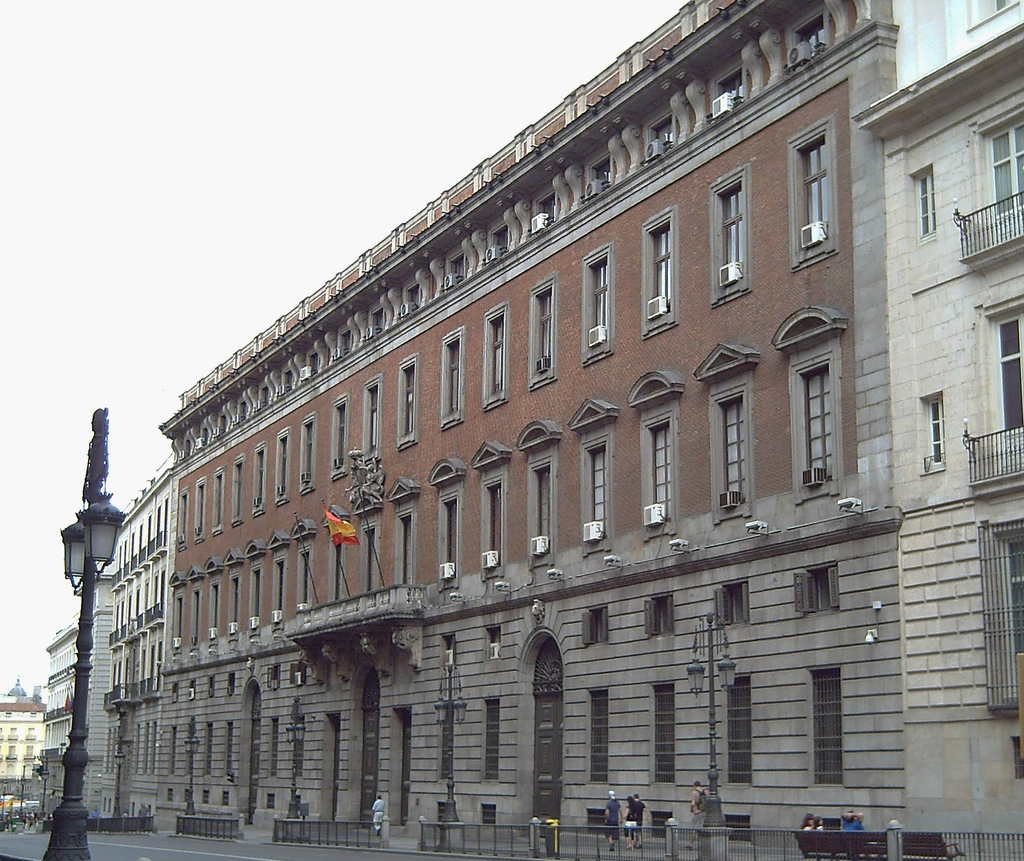
Reial Casa de l'Aduana, seu central del Ministeri d'Economia i Hisenda a Madrid.

El Ministeri d'Economia i Competitivitat d'Espanya és un dels departaments ministerials en els quals es divideix el govern d'Espanya.

## Funcions
Aquest ministeri és l'encarregat de la proposta i execució de la política del Govern en matèria econòmica i de reformes per a la millora de la competitivitat, d'investigació científica, desenvolupament tecnològic i innovació en tots els sectors, la política comercial i de suport a l'empresa, així com la resta de 
competències i atribucions que li confereix l'ordenament jurídic.
El ministeri s'estructura en:
- Secretaria d'Estat d'Economia i Suport a l'Empresa
- Secretaria d'Estat de Comerç
- Secretaria d'Estat d'Investigació, Desenvolupament i Innovació

Durant l'actual legislatura (2011-) no compta amb les competència d'Hisenda que disposa d'un ministeri propi i ha assumit les competències de l'anterior ministeri de Ciència i Innovació. El ministre és Luis de Guindos.
Anteriorment també s'havia produït aquesta divisió entre el pròpiament dit Ministeri d'Economia, també denominat Ministeri d'Assumptes Econòmics (1979-1982), i el Ministeri d'Hisenda (1977-1982 i 2000-2004). En 2018 el nou govern de Pedro Sánchez el va remodelar com a Ministeri d'Economia i Empresa.

## Llista de ministres d'Economia i Hisenda d'Espanya

### Franquisme
- 1941-1951: Joaquín Benjumea Burín
- 1951-1957: Francisco Gómez de Llano
- 1957-1965: Mariano Navarro Rubio
- 1965-1969: Juan José Espinosa San Martín
- 1969-1973: Alberto Monreal Luque
- 1973-1974: Antonio Barrera de Irimo
- 1974-1975: Rafael Cabello de Alba Gracia

### Transició Espanyola
- 1975-1976: Juan Miguel Villar Mir
- 1976-1977: Eduardo Carriles Galarraga

### Llista de ministres d'Economia i Hisenda (democràcia)
| Legislatura             | Inici                 | Finalització           | Nom                           | Partit |
| ----------------------- | --------------------- | ---------------------- | ----------------------------- | ------ |
| Constituent (1977-1979) | 4 de juliol de 1977   | 1978                   | Enrique Fuentes Quintana      | UCD    |
| Constituent (1977-1979) | 1978                  | 5 d'abril de 1979      | Fernando Abril Martorell      | UCD    |
| I (1979-1982)           | 6 d'abril de 1977     | 9 de setembre de 1980  | Fernando Abril Martorell      | UCD    |
| I (1979-1982)           | 9 de setembre de 1980 | 26 de febrer de 1981   | Leopoldo Calvo-Sotelo Bustelo | UCD    |
| I (1979-1982)           | 2 de desembre de 1981 | 2 de desembre de 1982  | Juan Antonio García Díez      | UCD    |
| II (1982-1986)          | 3 de desembre de 1982 | 6 de juliol de 1985    | Miguel Boyer Salvador         | PSOE   |
| II (1982-1986)          | 6 de juliol de 1985   | 25 de juliol de 1986   | Carlos Solchaga Catalán       | PSOE   |
| III (1986-1989)         | 26 de juliol de 1986  | 6 de desembre de 1989  | Carlos Solchaga Catalán       | PSOE   |
| IV (1989-1993)          | 7 de desembre de 1989 | 13 de juliol de 1993   | Carlos Solchaga Catalán       | PSOE   |
| V (1993-1996)           | 14 de juliol de 1993  | 5 de maig de 1996      | Pedro Solbes Mira             | PSOE   |
| VI (1996-2000)          | 6 de maig de 1996     | 27 d'abril de 2000     | Rodrigo Rato Figaredo         | PP     |
| VII (2000-2004)         | 28 d'abril de 2000    | 17 d'abril de 2004     | Rodrigo Rato Figaredo         | PP     |
| VIII (2004-2008)        | 18 d'abril de 2004    | 14 d'abril de 2008     | Pedro Solbes Mira             | PSOE   |
| IX (2008-2011)          | 14 d'abril de 2008    | 7 d'abril de 2009      | Pedro Solbes Mira             | PSOE   |
| IX (2008-2011)          | 7 d'abril de 2009     | 22 de desembre de 2011 | Elena Salgado Méndez          | PSOE   |

### Llista de ministres d'Economia i Competitivitat (democràcia)
| Legislatura   | Inici                  | Finalització | Nom             | Partit |
| ------------- | ---------------------- | ------------ | --------------- | ------ |
| X (2011-2015) | 22 de desembre de 2011 | actualitat   | Luis de Guindos | PP     |

### Llista de ministres d'Hisenda (democràcia)
| Legislatura             | Inici                  | Finalització          | Nom                         | Partit |
| ----------------------- | ---------------------- | --------------------- | --------------------------- | ------ |
| Constituent (1977-1979) | 4 de juliol de 1977    | 5 d'abril de 1979     | Francisco Fernández Ordóñez | UCD    |
| I (1979-1982)           | 6 d'abril de 1977      | 2 de desembre de 1982 | Jaime García Añoveros       | UCD    |
| VII (2000-2004)         | 28 d'abril de 2000     | 17 d'abril de 2004    | Cristóbal Montoro Romero    | PP     |
| X (2011-2015)           | 22 de desembre de 2011 | actualitat            | Cristóbal Montoro Romero    | PP     |